# Ajattara
Ajattara – fińska grupa muzyczna wykonująca awangardowy black metal. Nazwa zespołu pochodzi z fińskiej mitologii, od złego leśnego ducha Ajatara. Założycielem grupy jest Ruoja - Pasi Koskinen, były wokalista Amorphis i wokalista Shape of Despair. 15 kwietnia 2012r. na oficjalnym profilu grupy na portalu Facebook, została zamieszczona informacja o rozwiązaniu zespołu.

## Muzycy
Ostatni skład zespołu
- Pasi "Ruoja" Koskinen - wokal, gitara, keyboard (1996–2012)
- Harju "Tohtori Kuolio" Juha - gitara basowa, wokal wspierający (2007–2012)
- Vesa "Kalmos" Wahlroos - gitara, wokal wspierający (2007–2012)
- Janne "Raajat" Immonen- keyboard, wokal wspierający (2007–2012)
- Mynni "Tartunta" Luukkainen - gitara (2009–2012)
- Rainer "Malakias 6,8" Tuomikanto - perkusja (2011–2012)

Byli członkowie zespołu
- Pekka "Orpo" Kasari - perkusja
- Tomi "Samuel Lempo" Koivusaari - gitara
- Ismo "Ismonster" Liljelund - gitara
- Jarmo "Ikkala" Ikala - keyboard
- Aki "Akir Kalmo" Räty - keyboard
- Toni "Atoni" Laroma - gitara basowa (1996–2007)
- Pekka "Malakias I" Sauvolainen - perkusja (1996–2003)
- Jan "Malakias II" Rechberger - perkusja (2003–2004)
- Atte "Malakias III" Sarkima - perkusja (2004–2007)
- Kalle "Irstas" Sundström - keyboard (2004–2007)
- Tommi "Malakias IV" Lillman - perkusja (2007–2011)

## Dyskografia
| 2001                           | Itse - Data: 23 marca 2001 - Wydawca: Spikefarm Records           | —  |
| 2003                           | Kuolema - Data: 24 marca 2003 - Wydawca: Spikefarm Records        | 18 |
| 2004                           | Tyhjyys - Data: 13 października 2004 - Wydawca: Spikefarm Records | 27 |
| 2006                           | Äpäre - Data: 22 marca 2006 - Wydawca: Spikefarm Records          | 27 |
| 2007                           | Kalmanto - Data: 5 września 2007 - Wydawca: Spikefarm Records     | 18 |
| 2009                           | Noitumaa - Data: 22 kwietnia 2009 - Wydawca: Spikefarm Records    | 8  |
| 2011                           | Murhat - Data: 2 lutego 2011 - Wydawca: Osasto-A Records          | 5  |
| 2017                           | Lupaus - Data: 12 maja 2017 - Svart Records                       |    |
| "—" pozycja nie była notowana. |                                                                   |    |

| 2004                           | "Ilon juhla"       | 14 |
| 2004                           | "Ilon päivä"       | 2  |
| 2005                           | "Joulusingle 2005" | 2  |
| 2006                           | "Sika"             | 2  |
| 2007                           | "Tulppaani"        | 11 |
| "—" pozycja nie była notowana. |                    |    |

| Rok  | Tytuł                                                            |
| ---- | ---------------------------------------------------------------- |
| 2009 | Joululevy - Data: 25 listopada 2009 - Wydawca: Spikefarm Records |